# Alfredo Belluomini
Alfredo Belluomini (Viareggio, 3 agosto 1892 – Firenze, 1964) è stato un architetto e ingegnere italiano.

## Biografia
Si laurea in Ingegneria civile presso il Politecnico di Milano nel 1918, successivamente consegue il diploma in architettura all'Accademia di Brera. Dopo l'incendio del 1917 è tra i principali artefici della ricostruzione del lungomare di Viareggio, insieme a Ugo Giusti, Galileo Chini e Tito Chini.

## Opere a Viareggio
- Mercato Centrale, 1924
- Grand Hotel Royal, 1925
- Hotel Excelsior, 1925
- Villino Brunetti, viale Manin, via Zanardelli, 1925
- Teatro Supercinema con caffè Savoia, 1925-1927
- Bagno Balena, viale Regina Margherita n. 42, 1928
- Gran Caffè Margherita, viale Regina Margherita n. 30, 1929
- Galleria del Libro, 1931 (in collaborazione con Ugo Giusti).